# Conservatoire national des arts et métiers
Conservatoire national des arts et métiers (znana tudi kot CNAM) je ena najbolj prestižnih in selektivnih visokih šol v Franciji. Je francoska javna visokošolska in raziskovalna ustanova v Parizu.
Šolo je leta 1794 ustanovil Henri Grégoire.

## Znani učitelji
- Siniša Malešević, profesor / predstojnik sociologije